# La Pollera Colorá
La Pollera Colorá (span. für Der bunte Damenrock) ist ein kolumbianisches Volkslied, das der Cumbia zuzuordnen ist. Die Musik des ursprünglich instrumentalen Liedes stammt von dem Klarinettisten Juan Madera, der Text wurde etwas später von Wilson Choperena verfasst. Der Ethnomusikologe Rafael Campos Vives bezeichnete das Lied als „die Cumbia der Welt“.

## Geschichte
Nachdem die beiden Schöpfer des Liedes ihre gemeinsame Urheberschaft (Madera als Komponist und Choporena als Liedtexter) 1962 amtlich hatten beurkunden lassen, verkaufte Choporena die Rechte an dem Lied später ohne Einwilligung von Madera. Daraufhin verklagte Madera seinen ehemaligen Weggefährten wegen Urheberrechtsverletzung und im anschließenden Gerichtsverfahren wurde Choporena zu zwei Jahren Haft und einer empfindlichen Geldstrafe verurteilt.
Die auf YouTube am häufigsten aufgerufene Version des Liedes ist eine Gemeinschaftsproduktion des kolumbianischen Sängers Charlie Zaa mit der mexikanischen Sängerin Yuri und der mexikanischen Big Band La Sonora Santanera.

## Text
Der Text erzählt von einem Sänger, der sich am begeisterten Tanz einer dunkelhäutigen Frau zu seiner Musik erfreut, die ihre Pollera mit großer Geschicklichkeit zum Klang der Musik bewegt.